# Irais
Irais település Franciaországban, Deux-Sèvres megyében. Lakosainak száma 209 fő (2022. január 1.). Irais Airvault, Availles-Thouarsais, Saint-Généroux és Plaine-et-Vallées községekkel határos.

## Népesség
A település népességének változása:
| Lakosok száma | 201  | 206  | 212  | 207  | 207  | 208  | 207  | 208  | 209  |
|               | 2013 | 2015 | 2016 | 2017 | 2018 | 2019 | 2020 | 2021 | 2022 |